# Union pour la Nouvelle République
Die Union pour la Nouvelle République (UNR) war eine französische Partei von 1958 bis 1967. In ihr und ihren Nachfolgeparteien Union des Démocrates pour la Ve République (UD-Ve; 1967–1968) und Union des démocrates pour la République (UDR; 1968–1976) organisierte sich der politische Gaullismus der Fünften Französischen Republik von ihrer Gründung bis 1976. Sie war während ihrer gesamten Existenz an der Regierung. Wichtige Vertreter waren die Staatspräsidenten Charles de Gaulle und Georges Pompidou sowie die Premierminister Michel Debré, Jacques Chaban-Delmas, Pierre Messmer und Jacques Chirac.

## Partei der Gaullisten

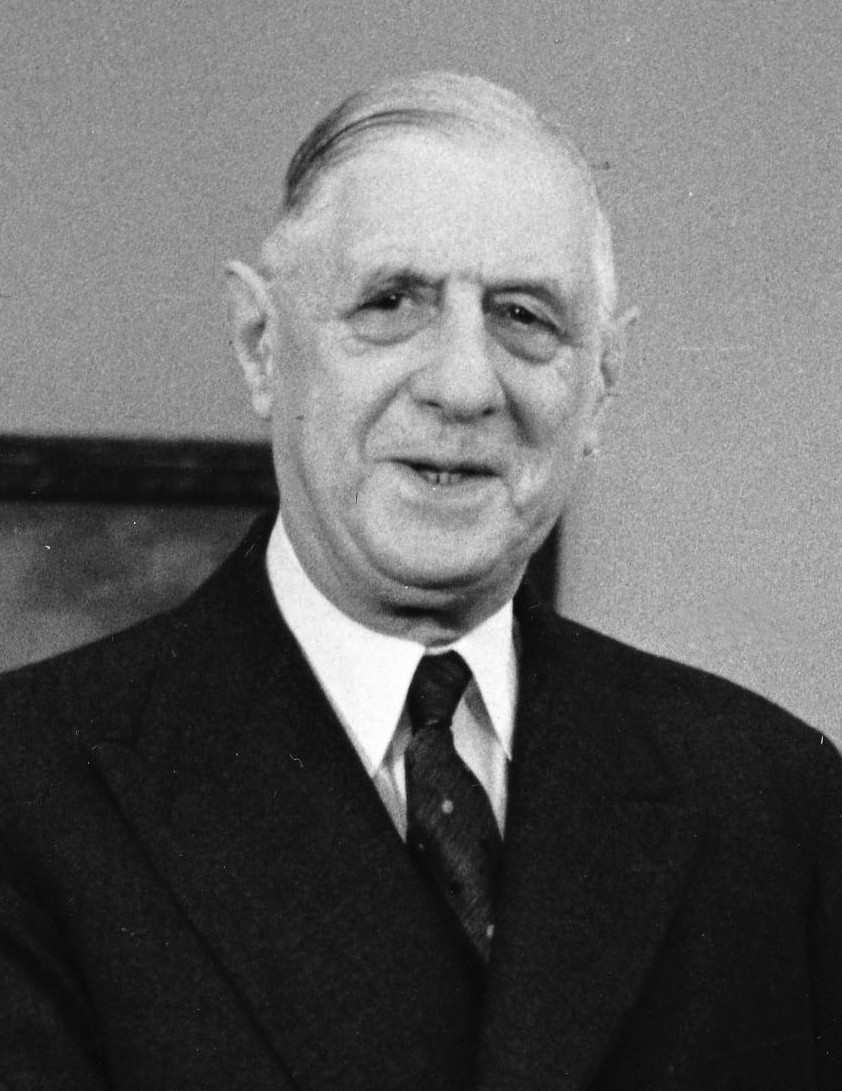
Charles de Gaulle (1958)

Die Partei wurde am 13. Mai 1958 gegründet, um die Rückkehr von Charles de Gaulle in Regierungsfunktionen zu unterstützen. Sie vertrat dessen Position bei der Schaffung einer neuen Verfassung mit einem machtvollen Präsidenten. In der Auseinandersetzung um die Dekolonisierung Algeriens traten seine Mitglieder überwiegend für einen algerischen Staat unter französischer Regie ein. De Gaulle wurde im Juni 1958 Ministerpräsident und nach erfolgreichem Verfassungsreferendum im Dezember 1958 zum ersten Präsidenten der Fünften Republik gewählt.
Die UNR war eine politische Partei, die zwar sozialen und kulturellen Traditionen verpflichtet war, zugleich jedoch für eine, vor allem wirtschaftliche-industrielle, Modernisierung eintrat. Zu ihren bedeutendsten Mitglieder zählten neben den oben schon genannten Roger Frey und Jacques Soustelle.
Die Führung der Partei oblag dem jeweiligen Generalsekretär. Der erste Generalsekretär war von 1958 bis 1959 Roger Frey. Frey etablierte für die Auswahl der Kandidaten der Partei für die staatlichen Wahlen eine Investiturkommission bestehend aus wenigen hochrangigen Parteimitgliedern. Die Tradition der Auswahl der Kandidaten über eine solche nationale Kommission ist bis heute bei den Nachfolgeparteien der UNR erhalten geblieben; bei Les Républicains ist die Investiturkommission in der Satzung verankert. Hiermit haben sich seither diese Parteien bis hin zu Les Républicains von den linksgerichteten Parteien wie der Parti Socialiste oder der Parti communiste français unterschieden, welche ihre Kandidaten im Wesentlichen auf Versammlungen oder in direkter Abstimmung wählen.
Der linksgerichtete Flügel des politischen Gaullismus war ab 1958 in der Union Démocratique du Travail (UDT, dt. Demokratische Union der Arbeit) organisiert. Beide Bewegungen schlossen sich 1962 anlässlich der Präsidentschaftskampagne unter der Bezeichnung UNR-UDT zusammen. Von 1962 bis 1967 wurde diese von Jacques Baumel als Generalsekretär geführt.

## Umbenennung in UDR

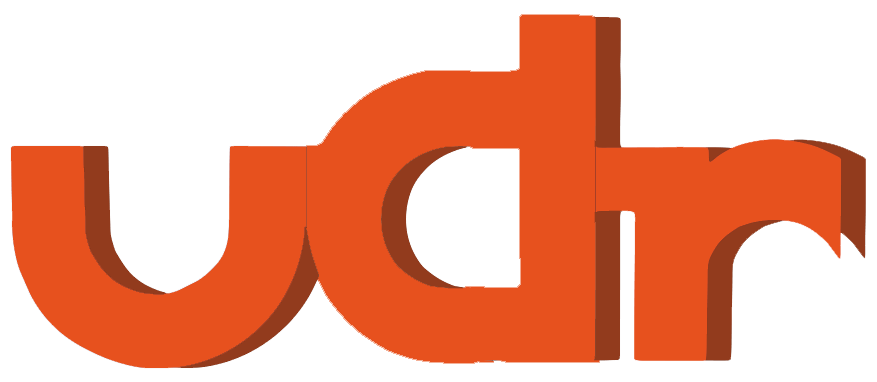
Logo der UDR

Die Union pour la Nouvelle République (UNR) trat bei den Wahlen 1967 an als Union des Démocrates pour la Ve République (UD-Ve, dt. Union der Demokraten für die Fünfte Republik). Ihre Kandidaten errangen 200 der 486 Sitze in der Nationalversammlung. Zusammen mit Unabhängigen Republikanern und ungebundenen Abgeordneten bildeten sie eine parlamentarische Mehrheit, welche die Regierung von Georges Pompidou stützte.
Als Konsequenz der Pariser Maiunruhen 1968 verfügte Präsident de Gaulle die Auflösung der 1967 gewählten Nationalversammlung. Zu den Neuwahlen des Parlaments am 23. und 30. Juni 1968 traten die Bewerber der Gaullistenpartei gemeinsam mit Kandidaten der Unabhängigen Republikaner (FNRI, Fédération nationale des républicains et indépendants) an. Sie bildeten eine Listenverbindung unter dem Namen Union pour la défense de la République (UDR, dt. Union zur Verteidigung der Republik). Deren Kandidaten erreichten mit 293 von 487 Mandaten die absolute Mehrheit der Parlamentssitze.

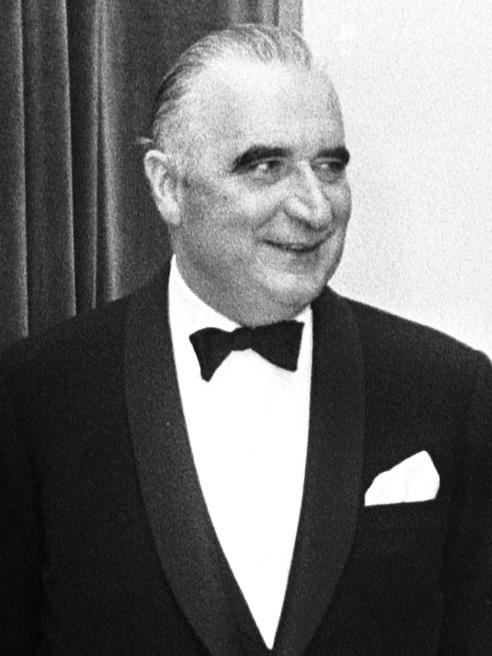
Georges Pompidou (1969)

Der Namensteil „Fünfte“ im Parteinamen verlor an Bedeutung, nachdem de Gaulles Partei mit ihrem Wahlsieg die Gefahr eines Umsturzes der Fünften Republik abgewendet hatte. Deren Gründer de Gaulle trat 1969 vom Amt des Staatspräsidenten zurück, zog sich aus der Politik zurück und verstarb 1970. Der frühere Premierminister Georges Pompidou folgte seinem Mentor de Gaulle im Amt des Staatsoberhaupts. 
Offiziell änderte die Partei der Gaullisten ihren Namen 1971 in Union des démocrates pour la République (dt.: Union der Demokraten für die Republik). Ihre im deutschsprachigen Raum bekanntesten Generalsekretäre aus dieser Zeit sind Alain Peyrefitte (1972–1973) und Jacques Chirac (1974–1975). Als 19-Jähriger trat 1974 Nicolas Sarkozy in die Partei ein und beteiligte sich nach dem plötzlichen Tod Pompidous an der Präsidentschaftskampagne für Jacques Chaban-Delmas, der jedoch in der Präsidentschaftswahl 1974 gegen Valéry Giscard d’Estaing von den Unabhängigen Republikanern (FNRI) unterlag. Viele Gaullisten, allen voran Jacques Chirac, unterstützten bei der Wahl nicht den Kandidaten der eigenen Partei, sondern Giscard d’Estaing. Dieser ernannte im Gegenzug Chirac zum Premierminister.

## Nachfolgeparteien
Im August 1976 kam es zum Zerwürfnis zwischen Präsident und Premier, Chirac trat von seinem Amt zurück. Er gründete im Dezember desselben Jahres das Rassemblement pour la République (RPR), das als neogaullistische Partei die erstarrte UDR ablöste. Kurz darauf kandidierte Chirac mit Erfolg für das neu geschaffene Amt des Bürgermeisters von Paris. Das RPR war in den 1980er- und 90er-Jahren die bestimmende Kraft des Mitte-rechts-Spektrums, Chirac wurde 1986 erneut Premierminister und 1995 Staatspräsident. Das RPR bestand bis 2002, dann ging es in der Mitte-rechts-Sammelpartei Union pour un mouvement populaire (UMP) auf, die seit 2015 Les Républicains (Die Republikaner) heißt.